# Maquero
Maquero (em grego clássico: Μαχαιροῦς; romaniz.: μάχαιρα – trad.: “makhaira”, espada), conhecida pelo seu nome em latim, Machaerus, ou pelo nome em árabe, Mukawir (مكاور), é uma colina fortificada situada na Jordânia, a 24 quilômetros ao sudeste da foz do rio Jordão, na costa leste do Mar morto, que abriga as ruínas de um palácio de Herodes Antipas, célebres por serem o local da prisão e da morte de João Batista.

## História
A fortaleza foi construída pelo rei dos asmoneus, Alexandre Janeu em torno de 90 a.C. Destruída pelo general de Pompeu, Aulo Gabínio em 57 a.C., foi reconstruída pelo rei Herodes em 30 a.C., servindo como base militar para controlar os territórios a leste do rio Jordão.
Com a morte de Herodes, a fortaleza passou a seu filho Herodes Antipas, foi nesse período que João Batista foi preso e condenado à morte na fortaleza.
Após a morte de Antipas em 39 d.C., a fortificação ficou sobe o comando de Herodes Agripa até 44 d.C., em seguida, ficou sobre o controle direto de Roma. Em 66 d.C., rebeldes judeus conquistaram o forte durante a primeira guerra judaico-romana. Pouco tempo após a rendição de Heródio, o general Lucílio Basso, sitiou a fortaleza com suas tropas, expulsando os rebeldes e destruindo a fortaleza.

## Ligação externa
- Machaerus, por Mahlon H. Smith
- Machaerus, Jordan
- "The Fortress at Machaerus" na pagina do Instituto Franciscano Arqueológico
- Machaerus: Beyond the Beheading of John the Baptist na Biblical Archaeology Society